# The Terror (1963)
The Terror is een Amerikaanse film uit 1963 geregisseerd door Roger Corman en Francis Ford Coppola, met in de hoofdrollen Jack Nicholson en Boris Karloff.

## Verhaal
Wanneer een Franse officier (Nicholson) uit het leger van Napoleon aanspoelt op een strand en daar een mooie vrouw tegenkomt wil hij weten wie zij is. Ze vertelt hem dat ze "Elaine" heet. Wanneer hij later in het kasteel van de lokale kasteelheer (Karloff) komt, ziet hij een portret van haar hangen. De kasteelheer zegt dat het zijn overleden vrouw (Ilsa) is, die daarop is afgebeeld. De soldaat zit vervolgens vol met vragen. Wie was die vrouw? Is ze de geest van Ilsa? En wat heeft ze met de verhalen over de hekserij in de buurt te maken?

## Rolverdeling
| Acteur          | Personage            |
| --------------- | -------------------- |
| Boris Karloff   | Baron von Leppe/Eric |
| Jack Nicholson  | André Duvalier       |
| Dick Miller     | Stefan               |
| Sandra Knight   | Helene/Ilsa          |
| Dorothy Neumann | Katrina the witch    |
| Jonathan Haze   | Gustaf               |